# طرغول الملايو الصغير
طرغول الملايو الصغير أو طرغول صغير أو أيل الفأر الصغير (الاسم العلمي: Tragulus kanchil) (بالإنجليزية: lesser mouse-deer or kanchil or lesser Malay chevrotain)‏ هو نوع من الحيوانات يتبع جنس الطرغول من الفصيلة الطرغولية. يتواجد هذا النوع في جنوب شرق آسيا في إندونيسيا و بورما و لاوس و ماليزيا سنغافورة و تايلاند و فيتنام و كمبوديا و بروناي وكذلك في الصين.